# Leiocephalus carinatus
Leiocephalus carinatus (північна ігуана-крутихвіст) — вид ігуаноподібних ящірок родини Leiocephalidae. Мешкає на Карибах.

## Опис
Довжина дорослих особин становить 10,6 см (без врахування хвоста) або 26 см, враховуючи хвіст. Спинні луски кілеподібні і загострена. Хвіст зазвичай закручений догори, особливо коли ящірка знаходиться в горизонтальному положенні.

## Підвиди
Виділяють дванадцять підвидів:
- Leiocephalus carinatus carinatus Gray, 1827 — північне узбережжя кубинських провінцій Пінар-дель-Ріо, Гавана і Матансас;
- Leiocephalus carinatus aquarius Schwartz & Ogren, 1956 — південне узбережжя кубинських провінцій Гранма, Сантьяго-де-Куба і Гуантанамо;
- Leiocephalus carinatus armouri Barbour & Shreve, 1935 — острови Великий Багама і Абако[en];
- Leiocephalus carinatus cayensis Schwartz, 1959 — острови Хардінес-де-ла-Рейна;
- Leiocephalus carinatus coryi Schmidt, 1936 — острови на заході Великої Багамської банки[en];
- Leiocephalus carinatus granti Rabb. 1957 — Кайманові острови;
- Leiocephalus carinatus hodsdoni Schmidt, 1936 — острови на сході і півдні Великої Багамської банки;
- Leiocephalus carinatus labrossytus Schwartz, 1959 — південне узбережжі кубинських провінцій Сьєнфуегос і Санкті-Спіритус;
- Leiocephalus carinatus microcyon Schwartz, 1959 — острів Ісла-де-ла-Хувентуд;
- Leiocephalus carinatus mogotensis Schwartz, 1959 — центральна частина провінції Пінар-дель-Ріо на заході Куби;
- Leiocephalus carinatus virescens Stejneger, 1901 — острови на півночі і сході Великої Багамської банки;
- Leiocephalus carinatus zayasi Schwartz, 1959 — півострів Гуанахакабібес на заході Куби.

## Поширення і екологія
Північні ігуани-крутихвости поширені на Кубі, на Багамських і Кайманових островах, а також були інтродуковані на Флориді та на Лебединих островах в Гондурасі. Вони живуть в кам'янистих прибережних районах, серед чагарників, а також в антропогенних середовищах, на висоті 43 м над рівнем моря. Віддають перевагу сонячним кам'янистим ділянкам. Ведуть наземний спосіб життя, при небезпеці ховаються в норах.